# Badshah Begum
Badshah Begum, född 1703, död 1789, var en indisk mogulprinsessa. 
Hon var dotter till stormogulen Farruch Sijar och hustru till stormogulen Mohammed Nasir. Hon var Padshah Begum, en titel som brukar översättas till "kejsarinna" och som gav henne främst rang i mogulharemet, mellan 1721 och 1789.